# 阆中郡
阆中郡，中国唐朝时设置的郡。
天宝元年（742年）改阆州置，治所在阆中县（今四川省阆中市）。辖境相当今四川省苍溪、阆中、南部等县市。下辖阆中、南部、苍溪、西水、奉国、新井、晋安、新政（今四川省南部县度门镇和平村）、岐坪（今四川省苍溪县歧坪镇）九县。乾元元年（758年）复为阆州。 
唐朝阆中郡太守
- 杨仲嗣（天宝初年）
- 独孤挺（754年）